# ليلة الشك (مسلسل)
ليلة الشك مسلسل درامي تونسي يتكون من ستة عشر حلقة، عُرض في رمضان سنة 2015 على قناة التاسعة، وهو من تأليف درة الفازع وإخراج مجدي السميري.
حقق المسلسل نجاحًا كبيرًا نظرًا إلى الطريقة المتعمقة التي تناول بها موضوع الخيانة الزوجية.

## القصة
يحيى بن عبد الله، أمين مكتبة، يعيش بهدوء مع زوجته هاجر، الصحفية ومقدمة الأخبار، وابنهما بيرم، البالغ من العمر تسع سنوات.
بينما كان بيرم يتدرب في نادي الموسيقى، يحصل له رعاف (نزيف دموي من أنفه) فيأخذه والده إلى المستشفى. يكتشف يحيى أن فصيلة دم بيرم لا تتطابق مع فصيلة دمه أو دم هاجر، فيطلب إعادة التحاليل أكثر من مرة، إذ تظهر نفس النتيجة، مما يثير شكوكه. فيقوم بالفحص الجيني، ليكتشف أن بيرم ليس ابنه، وأنه عقيم.
يفضل يحيى التريث وعدم مواجهة زوجته بالحقيقة، لكنه يخبر صديقه المقرب، عماد. كما أنه يدخل في حالة نفسية سيئة جعلته يشك في وجود علاقة بين زوجته وشقيقه سليم. يغضب هذا الأخير من يحيى لشكه فيه، فيتعرض لحادث مرور أثناء قيادته لسيارته، ليتم نقله إلى المستشفى.
مع تقدم الأحداث، يتضح أن يحيى طبيب، لكن حصلت له مشكلة وتم إيقافه عن العمل مؤقتًا ليضطر للعمل في المكتبة. يستغل يحيى صداقته مع الطبيبة ليندا، ويخبرها بالحقيقة ويطلب منها القيام بالفحص الجيني لشقيقه سليم، المقيم بالمستشفى، لكن يظهر في الأخير أنه ليس والد بيرم. بعد ذلك، يشك يحيى في العديد من الأشخاص، مثل جارهم أنس، مدرب كرة سلة، ورؤوف، زميل هاجر في العمل.
أمام كل هذه المشاكل، تحاول ليندا مساعدة يحيى في أزمته، رغم مشاكلها العائلية الكثيرة، حيث أنها تعاني بدورها من مشاكل عقم، ومن تصرفات زوجها المتقاعس إسماعيل، المولع بالذهاب لحفلات الرقص، حيث يقيم علاقات مع الفتيات، مثل شمس، التي تلجئ للرقص بدعم من صديقتها ليليا، لمُساعدة والدها المُقعد عبد العزيز، وهو كاتب وصديق ليحيى. بعد وفاة والدها، تتوقف شمس عن الرقص، كما يتركها حبيبها عمر بعد اكتشافه ذلك. تعتذر ليليا لها عن المشاكل التي سببتها لها. هذه الأخيرة كانت لها علاقة مع سليم، شقيق يحيى، لكنها تضطر لتركه نظرا لعملها في حفلات الرقص.
في الأخير، يكتشف يحيى أن صديقه عماد هو والد بيرم، حيث اعترف بوجود علاقة بينه وبين هاجر. يقوم يحيى بإخبار والدته فطوم، كما يعترف لها بأنه كان لديه شكوك في شقيقه سليم. تقوم فطوم بتوبيخ هاجر بعد أن اعترفت هذه الأخيرة بالحقيقة.
مع تطور صداقتهما، يطلب يحيى الزواج من ليندا، التي توافق بعد أن تقوم هي الأخرى بترك زوجها إسماعيل.

## الشخصيات
- درة زروق: «هاجر» صحفية ومقدمة أخبار
- نجيب بلقاضي: «يحيى» طبيب ثم أمين مكتبة، زوج هاجر
- سهير بن عمارة: «ليندا» طبيبة، صديقة يحيى
- منى نور الدين: «فاطمة (فطوم)» والدة يحيى
- لسعد الجموسي: «إسماعيل» طبيب، زوج ليندا
- نادر قيراط: «سليم» شقيق يحيى، ابن فطوم
- مرام بن عزيزة: «ليليا» حبيبة سليم
- رشا بن معاوية: «شمس» صديقة ليليا
- توفيق العايب: «عبد العزيز» كاتب، والد شمس وصديق يحيى
- هشام رستم: «إبراهيم» صديق عبد العزيز
- محمد علي بن جمعة: «رؤوف» مدير تحرير أخبار، زميل هاجر
- وجدي الشريف: «عمر» حبيب شمس
- بلال سليم: «عماد» صديق يحيى المقرب
- سامي التميمي: «أنس» مدرب كرة سلة، جار هاجر ويحيى
- عبد الحميد بن عيسى: «بيرم» ابن هاجر وعماد، ربيب يحيى